# John Fraser (soccer)
Pour les articles homonymes, voir John Fraser et Johnson.
John Alexander Fraser (né le 19 décembre 1881 et mort le 8 août 1959) est un joueur canadien de soccer.
Il est champion olympique avec le Galt Football Club lors des Jeux olympiques 1904 de Saint-Louis,,.

## Palmarès
Galt FC
- Jeux olympiques (1) :
  -  Or : 1904.